# قسم تشاه جهان الريفي (مقاطعة فاروج)
قسم تشاه جهان الريفي (بالإنجليزية: Shah Jahan Rural District)‏ هي منطقة ريفية تقع في قسم في إيران. يقدر عدد سكانها بـ 8,488 نسمة .